# Massimo Bottura

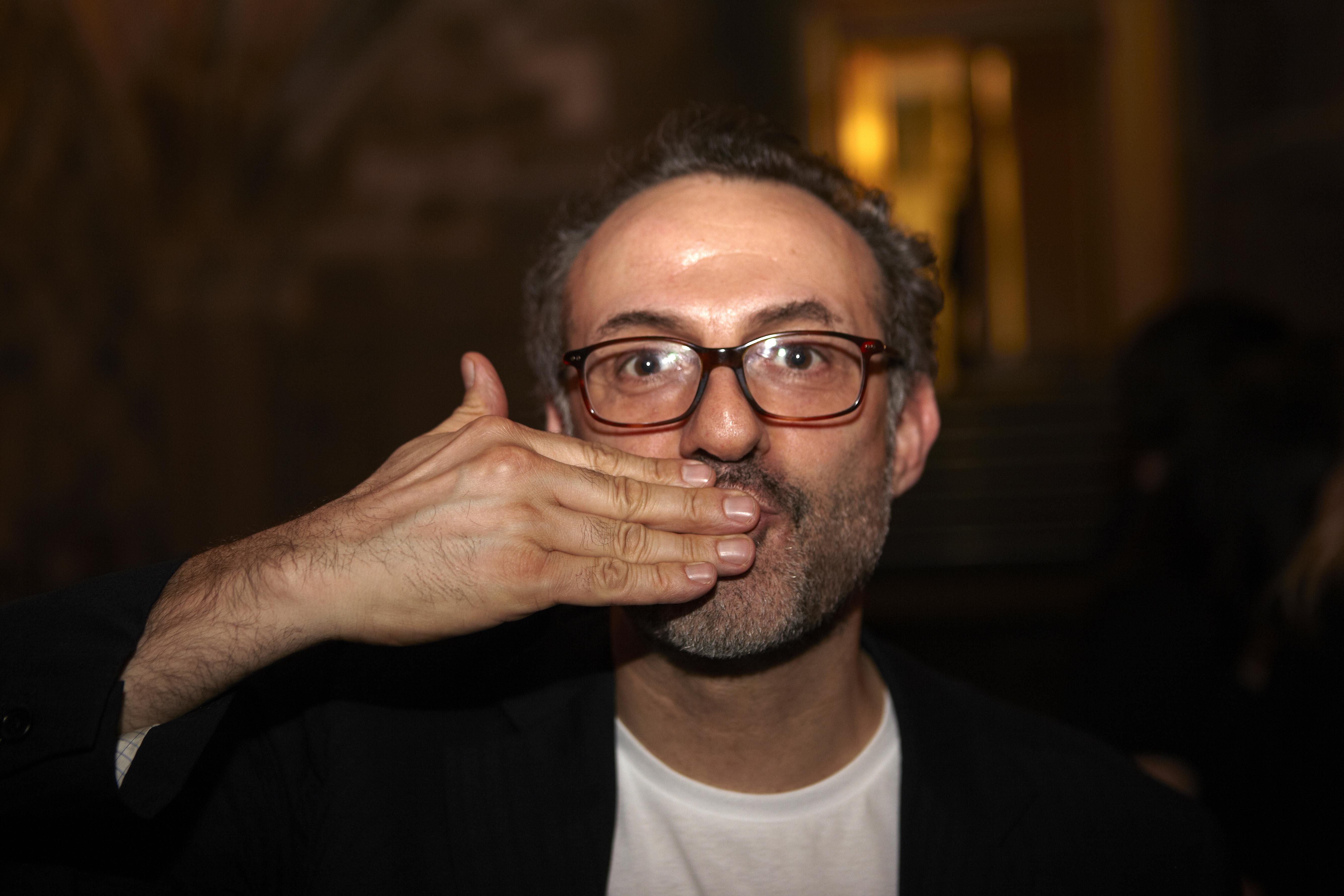
El cuiner a la gala The World's 50 Best Restaurants de l'any 2012

Massimo Bottura (Mòdena, 30 de setembre de 1962) és un xef italià propietari del restaurant Osteria Francescana, guardonat amb tres Estrelles Michelin i des de l'any 2005 és al top 5 de la llista The World's 50 Best Restaurants sent el primer els anys 2016 i 2018.

## Biografia
Obre el seu primer restaurant, la Trattoria dell Campazzo, l'any 1986 als afores de Mòdena. Per millorar la seva tècnica, l'any 1992 se'n va a treballar amb el xef Alain Ducasse al restaurant Louis XV de Montecarlo. Després de passar per elBulli de Ferran Adrià i Nova York, torna a la seva ciutat natal l'any 1995 i hi obre l'Osteria Francescana. La cuina que ofereix en el seu restaurant sorgeix de la unió de la cuina tradicional italiana i les tècniques de la cuina molecular. Les seves creacions es relacionen amb els paisatges, els records i la veritat i la mentida. L'any 2014 obre el seu primer restaurant fora d'Itàlia, Ristoriante Italia di Massimo Bottura, a Istanbul.
El cuiner ha escrit cinc llibres: Aceto Balsamico (2005), Parmigiano Reggiano (2006), PRO. Attraverso tradizione e innovazione (2006), Never Trust a Skinny Italian Chef (2014) i Bread is Gold (2017).
Un dels episodis de la primera temporada de la sèrie de documentals Chef's Table de Netflix és sobre el seu restaurant.